# Ginkgotandet næbhval
Ginkgotandet næbhval (Mesoplodon ginkgodens) er en art i familien af næbhvaler i underordenen af tandhvaler. Dyret bliver 4,7-5,2 m langt og vejer 1,5-2 t.
Navnet skyldes at de to tænder i underkæben har form som tempeltræets blade.